# Batalla de San Pablo
La batalla de San Pablo en Cajamarca, fue una de las acciones militares correspondientes a la Campaña de la Breña, en el marco de la guerra del Pacífico, ocurrida el jueves 13 de julio de 1882.

## Desarrollo de las acciones
Una guarnición chilena, tras ser expulsada de la ciudad de San José, acantonó en el cuartel local de San Pablo (64 km al oeste, cerca de la provincia cajamarquina de San Miguel), el batallón Concepción, Talca y el Escuadrón Granaderos a Caballo de Chile, que totalizaban unos 375 hombres.
Pero entre San José y San Pablo, soldados de Infantería chileno violan a varias campesinas. A los gritos de las jóvenes peruanas, acudieron unos comuneros que despedazaron al soldado. Su pelotón no estaba lejos y capturó a los campesinos para ser pasados por las armas.
Los cajamarquinos enterados, telegrafiaron a Chota demandando la presencia de tropas al jefe del Ejército del Norte peruano, general Miguel Iglesias Pino del Arce, quien estaba a sólo 155 km al norte con soldados y armamento suficiente para presentar batalla.
No hubo respuesta.
El 13 de julio de 1882, la plaza principal de San José es testigo de la formación de columnas, entre las cuales resaltaba una constituida por infantes de casacas verdes: era la Columna de Honor, al que los vecinos por cariño y con respeto les llamaba "Los Lagartos", por obvias razones.
Con "Los Lagartos", formaron la columna "Los Libres de Trujillo"; el "Callao N.º2", el "Trujillo N.º1 y la Columna Naval. "¡En marcha!", es escuchó a uno de los oficiales y los hombres de San José marcharon hacia San Pablo.
"Los Lagartos" junto a las demás columnas peruanas atacan San Pablo y son repelidos con una andanada de disparos que quita la vida a 30 de ellos en cuestión de minutos.
Los chilenos empiezan su "repase" (remate a heridos) cuando uno de ellos abre los ojos mientras al ver aparecer a otras columnas cajamarquinas, que contraatacaron matando a 32 chilenos y tomando prisioneros a un número igual.
Los batallones chilenos Concepción y Talca optaron por replegarse hacia Pacasmayo (La Libertad).
Los peruanos de San José recogieron a sus camaradas caídos y en caravana silenciosa volvieron a Cajamarca.
Entre los caídos estaba Néstor Pedro Batanero Infantas, un muchacho de 14 años, nacido en Cajamarca el 11 de enero de 1868.
Batanero conformó la 2.ª ofensiva victoriosa de San Pablo pero debió pagar la victoria con varios balazos y sin sucumbir, se apoyó en su rifle afirmado a la tierra y de pie vio a los chilenos replegarse hacia Pacasmayo. Debió haberlo visto, pues murió así, de pie y sus ojos seguían mirando.
El general Iglesias Pino de Arce llegó a Cajamarca recién el 16 de julio de 1882. Dio un discurso y se retiró, registra el principal historiador peruano del siglo XX, don Jorge Basadre Grohmann.
Existe otra versión en la que los chilenos fueron atacados por las fuerzas peruanas llegadas de Chota y Cajamarca bajo el mando del coronel Lorenzo Iglesias, cuya primera acometida fue repelida por la defensa chilena, siendo repasados los heridos y victimados prisioneros que quedaron en el campo. Al divisar el mayor Saldés la aproximación de un segundo agrupamiento peruano que marchaba en apoyo del primero al mando del general Miguel Iglesias, y con sus municiones casi agotadas, ordenó a sus fuerzas el repliegue al puerto de Pacasmayo, teniendo algunos dispersos y debiendo abandonar sus heridos y enfermos en la población.
Tras el combate, el coronel Iglesias ocupó San Pablo izando el pabellón peruano en la plaza del mismo habiendo sido tomados prisioneros el capitán Isaac Zacarías Mesa, el teniente Gregorio Salgado Vergara, un practicante de apellido Venegas, dos cantineras y 28 individuos de tropa. Según carta de un corresponsal chileno publicada por Ahumada Moreno, los peruanos fusilaron a 15 o 16 soldados enfermos o heridos que habían quedado en una ambulancia al amparo de la Cruz Roja.: 207  Por su parte, el almirante Patricio Lynch en su Memoria, refiere que cuando el 8 de agosto sus fuerzas ocuparon Cajamarca ante el repliegue de las fuerzas peruanas, encontraron en dicha ciudad al teninete Salgado y 11 prisioneros que fueron liberados, consiguiendo también seguidamente la entrega del capitán Mesa y otros soldados que habían sido internados hacia Chachapoyas, no haciendo mención a la ejecución de prisionero alguno.
Según parte oficial del Mayor Luis Saldez sus fuerzas tuvieron 32 muertos y heridos y algunos desaparecidos, habiendo tenido los peruanos más de 200 muertos. Según parte del coronel Iglesias sus fuerzas tuvieron 60 bajas, afirmando también haber encontrado en el campo 110 cadáveres chilenos y tomado 2 oficiales y 28 soldados prisioneros, según parte adjunto del comandante Manuel Cayo. Sin embargo, la versión del mayor chileno Luis Saldez, no se ajustaría a la veracidad de los hechos, ya que si los peruanos hubieran sufrido más bajas que los chilenos, la tropa chilena destacada en San Pablo, hubiera mantenido su posición y no hubiera tenido la urgente necesidad de replegarse hacia la costa para conseguir refuerzos, por lo que puede deducirse que la versión del coronel Iglesias es la que está más cerca de ser verídica, es decir, los chilenos tenían 375 hombres, de los cuales perdieron cerca de la mitad de los hombres, es decir, perdieron a 156 hombres, (entre los 110 muertos en el fragor de la batalla, los 16 heridos fusilados en la cruz roja después de la batalla y los 30 prisioneros), este gran porcentaje de bajas chilenas, sumado a la proximidad de la llegada de refuerzos peruanos en apoyo de las tropas del coronel Iglesias, obligó a lo que quedaba del destacamento chileno a replegarse a Tembladera y Pacasmayo para conseguir refuerzos, invertir la desventaja numérica ante los peruanos,en favor de los chilenos, y retomar el control sobre Cajamarca.

## Consecuencias
El viernes 14, ante el inminente arribo refuerzos chilenos por mar las tropas peruanas abandonaron San Pablo. Efectivamente, el domingo 16 desembarcaban en Pacasmayo 150 zapadores arribando el lunes 17 un segundo destacamento, que unidos a la división del comandante Carvallo llegaron a sumar un total de más de 1000 hombres.
Tras tener noticias de la batalla de San Pablo, Lynch dispuso que el comandante Carvallo Orrego con 1200 soldados bien equipados partiera en busca de Iglesias, ante ello las tropas peruanas se retiraron a las gargantas de la cordillera, las represalias contra la población civil que había apoyado al ejército peruano fueron tremendas, los pueblos de Chota, San Luis, San Pablo y Cajamarca fueron incendiados y destruidos, a esta última ciudad se le impuso un cupo de 50 000 soles y a la de Chiclayo 30 000, montos que no pudieron ser cubiertos a totalidad recibiendo sus habitantes las represalias de la expedición chilena, en Cajamarca fueron también incendiadas y destruidas las Iglesias de la Merced y la Recoleta, en las que Lynch refiere se habían ocultado armas, en San José fueron fusilados un grupo de pescadores, acusados de ser montoneros y haber dado muerte a dos soldados chilenos, tras lo cual la población fue incendiada. Concluidas estas acciones y luego de obtener un botín ascendente a 46 520 soles de plata y 250 mulas, la expedición chilena dio por terminada la campaña.
Ante estos hechos el general Miguel Iglesias publicó un manifiesto denominado el Grito de Montán, en el cual comunicaba a la opinión pública que daba la guerra por perdida y abogaba por una paz incluso con cesión territorial a fin de dar término a la ocupación chilena y permitir la reconstrucción del país. La mutilación del territorio patrio como condición de paz, había sido rechazada por el gobierno peruano desde las primeras negociaciones llevadas a cabo en Arica y a ella se mostraban contrarios el presidente Francisco García Calderón, deportado a Chile, el general Andrés Avelino Cáceres en la sierra central y el gobierno de Lizardo Montero en Arequipa.